# Bankekind och Vårdsbergs frikyrkoförsamling
Bankekind och Vårdsbergs frikyrkoförsamling var en församling i Vårdsberg och Bankekind, Linköpings kommun inom Örebromissionen. Örebromissionen uppgick 1997 i Evangeliska Frikyrkan.

## Administrativ historik
Församlingen bildades 1994 då Vårdsbergs baptistförsamling gick samman med Betelförsamlingen, Fillinge. Hösten 2009 slogs församlingen samman med Salemförsamlingen, Rystad och bildade Åkerbo frikyrkoförsamling.

## Församlingens kyrkor
- Ebenezer, Vårdsberg